# Дробязко, Евгений Антонович
Евге́ний Анто́нович Дробя́зко (1 сентября 1898, Киев — 3 мая 1980, Киев) — советский переводчик, режиссёр, редактор и поэт. Член Союза писателей Украины (с 1947 года). Переводил с французского, немецкого, испанского, русского, польского и итальянского языков. Автор первого полного перевода на украинский язык «Божественной комедии» Данте.

## Биография
С 1914 по 1920 год проходил обучение на юридическом факультете Киевского университета. С 1921 по 1923 учился на режиссёрском и научно-театральном отделении Музыкально-драматического института.
С 1927 года работал литературным редактор в Киевской Издательстве ВУАН. Через два года, переехал в Харьков и в 1929 был режиссёром Украинского театра музыкальной комедии. С 1931 года по 1937 год работал редактором Медиздательства. С 1937 года по 1941 год, а также с 1945 по 1946 гобд был редактором Издательства АН УССР. С 1947 года по 1950 год был редактором Республиканского радиокомитета.

## Семья
- Дед — Лаврентий Антонович Дробязко, мастер гончарного дела.
- Отец — Антон Лаврентьевич Дробязко (1870—1941), правовед, языковед, педагог и редактор-составитель «Російсько-українського словника правничої мови», убит русской охранкой в одном из подвалов оккупированного Киева[источник не указан 67 дней].
- Жена — Лия Наумовна Вайсблат-Дробязко (1904—1997), искусствовед, дочь главного раввина Киева Нухима Янкелевича Вайсблата[1].
  - Сын — Лев Евгеньевич Дробязко[укр.] (1937—2017), инженер-строитель, кандидат технических наук (1981), исследователь топографии мест расстрелов евреев в Бабьем-Яре.

## Избранные переводы
- «Божественная комедия» Данте Алигьери
- «Приключения барона Мюнхгаузена» Готфрида Августа Бюргера (первое издание — 1939; новое издание — 2020)
- «Орлеанская дева» Фридриха Шиллера
- «Горе от ума» Александра Грибоедова
- «Гаврилиада» Александра Пушкина
- «150 000 000» Владимира Маяковского
- Пьеса «Гроза» А. Островского
- Пьеса «Горе от ума» А. Грибоедова (в соавторстве с М. Рыльским и Д. Бобырем): идёт с 2016 года в Киевском национальном академическом Молодом театре
- Роман «Порт-Артур» А.Степанова
- Поэма «Пан Беньковский» Юлиуша Словацкого (в соавторстве с М. Рыльским): Отдельное издание избранных произведений Ю.Словацкого в переводе Е.Дробязко и М.Рыльского (Rudzitsky Collection, Киев, 2021)
- «Орфей и Эвридика» Кристофа Глюка
- «Повесть о настоящем человеке» Сергя Прокофьева
- «Волшебная флейта» и «Директор театра» Вольфганга Амадея Моцарта
- Роман «Орлеанская дева» Ф. Шиллера
- А также: Л И. Крылова, А. Герцена, М. Горького, Н. Чернышевского, А. Чехова, А. Мицкевича, Ю. Тувима, Федерико Гарсиа Лорки, Владимира Маяковского. и др.

## Награды
- Премия Украинской ССР имени М. Ф. Рыльского (1978)